# مسجد جامع سنگان خواف
مسجد جامع سنگان خواف مربوط به دوره خوارزمشاهی است و در شهرستان خواف، شهر سنگان، کوچه معروف به کوچه آب واقع شده و این اثر در تاریخ ۲۰ مهر ۱۳۷۶ با شمارهٔ ثبت ۱۹۲۶ به‌عنوان یکی از آثار ملی ایران به ثبت رسیده‌است.

## مسجد جامع سنگان

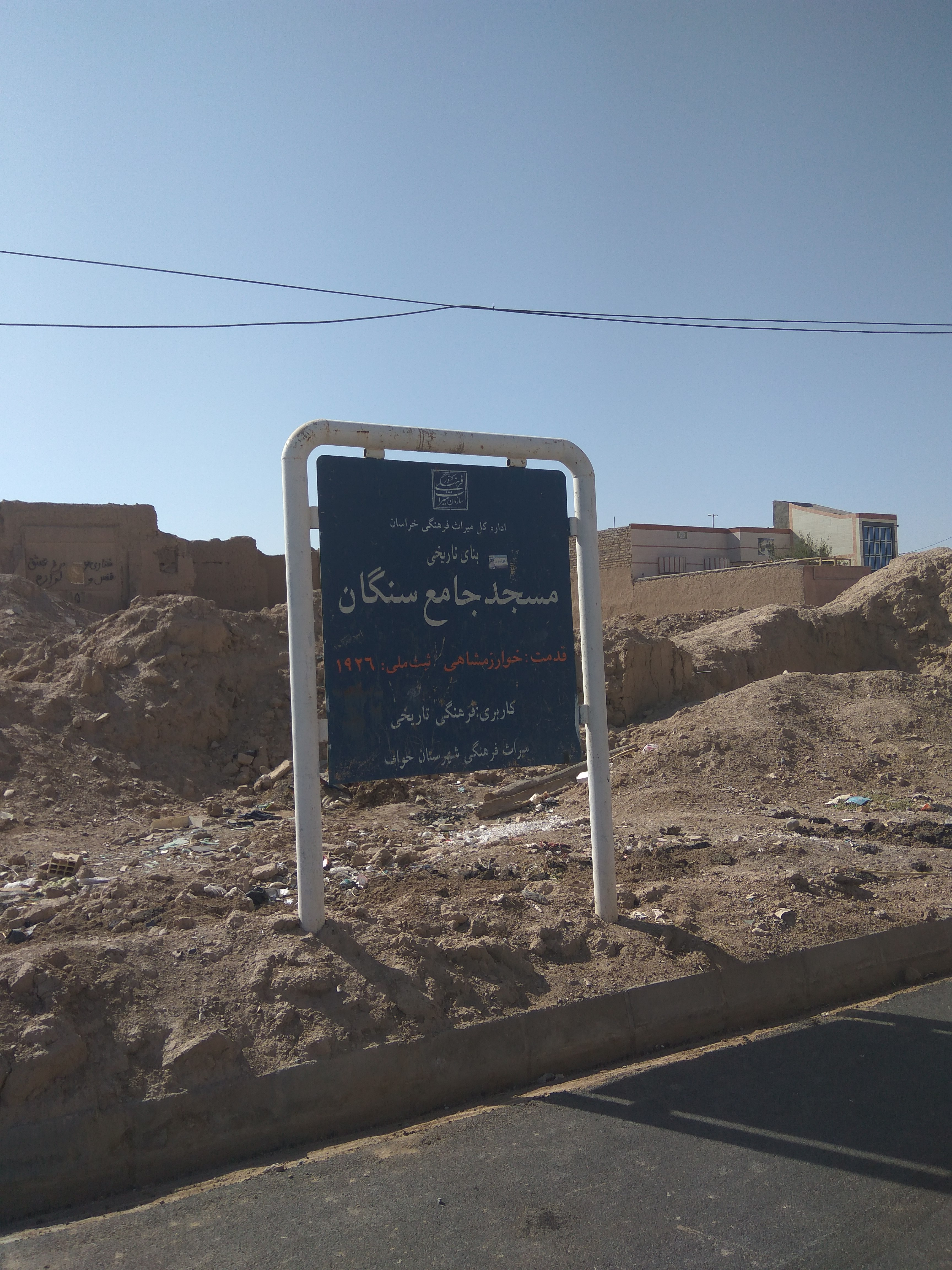
تابلوی ورودی مسجد جامع سنگان

مسجد جامع سنگان خواف مربوط به دوره خوارزمشاهی است و در شهرستان خواف، شهر سنگان، کوچه معروف به کوچه آب واقع شده و این اثر در تاریخ ۲۰ مهر ۱۳۷۶ با شمارهٔ ثبت ۱۹۲۶ به‌عنوان یکی از آثار ملی ایران به ثبت رسیده‌است.
مسجد جامع سنگان شامل حیاط ورودی: دو ایوان شرقی و غربی با پوشش سنتی محلی، ایوان ورودی و کفش کن و گنبد خانه است.
اجزاء گنبد و کتیبه با تمام ظرافت انجام شده و عناصر تزئینی متعددی در زمینه کتیبه وجود دارد که شباهت بسیاری به بعضی از گچ بری‌های ساسانی دارد و در ترکیب کلی به صورت غیر متارن به کاررفته است.
به نظر می‌رسد که این گنبد با حجم گنبد خانه کوچکتر شباهت بسیار زیادی به گنبد بقعه مجموعه بناهای سنگ بست دارد و بعد از گنبد اخیر ساخته شده و معماری به شیوه خراسانی است، مربوط به اواخر عهد سلجوقیان است که بعداً بعلت زلزله و ریزش‌های جوی، به مرور زمان برخی از قسمت‌های آن تخریب شده‌است. زیبایی بنا در آنجا ست که به شکل ذوذنقه بنیان گرفته‌است.
به مرور زمان لایه‌های کاهگل مخصوص محلی (مقدار زیادی سنگ‌های خرد شده ریز و درشت در کاهگل محلی به صورت مخلوط به کار می‌رود ) بار بسیار زیادی روی گنبد به وجود آورده‌است که باعث رانده شدن قوس دبه بند تمام فیلگوش (فیلپوش )ها به داخل شده و در راس این قوس‌ها ضمن جلو آمدن ترک به وجود آمده‌است.پایان